# Милан Кангърга
Милан Кангърга (на хърватски: Milan Kangrga) е югославски и хърватски философ, един от водещите мислители на школата „Праксис“, която произхожда от 60-те години на 20 век в Социалистическа федеративна република Югославия.

## Биография
Кангърга е роден на 1 май 1923 г. в Загреб, Кралство Югославия. Посещава основно и средно училище в родния си град. През 1950 г. завършва Философския факултет на Загребския университет. След това започва работа в университета като преподаващ асистент в полета на етиката и естетиката. От 1962 до 1964 г. следва в Хайделберг. През 1972 г. става професор и работи като такъв до пенсионирането си през 1993 г.
Кангърга започва конфронтацията си с югославското комунистическо ръководство по време на бакалавърските си изследвания през февруари 1948 г., преди сблъсъка между Йосип Броз Тито и Йосиф Сталин. След това публикува първата си философска статия озаглавена Върху етиката в Студентски лист (Загреб), която бюрократите от Съюза на комунистите на Югославия (СКЮ) намират за провокираща. През 1953 г. Каргънга става член на СКЮ, но на следващата година е изгонен от партията, защото обявява, че се е вдъхновил да бъде комунист от книгите на Мирослав Кърлежа, който по това време все още не е напълно реабилитиран от режима.
През 1964 г. Каргънга заедно с други съмишленици основава списание „Праксис“. Заедно с Руди Супек създава лятната школа в Корчула, която е уникално място за среща на философи от Изтока и Запада в периода 1964 – 1974 г. Около списанието и лятната школа в Корчула придобива форма школата „Праксис“. Определящите характеристики на тази школа са: 1) наблягане на произведенията на младия Маркс (произведенията от ранните години на Карл Маркс); 2) призив за свобода на словото на Изток и на Запад основан на настояването на Маркс за безмилостна социална критика. Милан Кангърга набляга и на творчеството, както и на разбирането, че човешките същества са създатели на очовечена природа.
Докато е критичен към Югославската комунистическа партия, най-вече за това, че не изпълнява самоуправляващия се социализъм, той отхвърля несоциалистическите реакции срещу СФР Югославия, най-известната от които е движението Хърватска пролет.
Милан Кангърга изнася лекции в Бон, Мюнхен, Прага, Будапеща, Москва и Киев наред с други градове. Статиите му се публикуват в Германия, Италия, САЩ, Франция, Испания, Унгария, Чехословакия, Австрия и Мексико. Умира на 25 април 2008 г. в Загреб.

## Основни трудове
Кангърга публикува 15 книги. Най-важните от които са:
- The Ethical Problem in Karl Marx's Works (1963)
- Ethics and Liberty (1966)
- The Meaning of the Historical (1970)
- The Man and the World (1975)
- Ethics or Revolution (1983)
- Praxis-Time-World (1984)
- Hegel-Marx: some basic problems of Marxism (1988)
- The Meaning and the Reality (1989)
- Smugglers of Own Life (2001)
- Nationalism or Democracy (2002)
- Ethics: the basic problems and tendencies (2004)
- Classical German Idealism (2008)